# Jack Douglas (ator)
Jack Douglas, também conhecido como Jack Roberton (Newcastle upon Tyne, 26 de abril de 1927 - Newport, 18 de dezembro de 2008) foi um ator inglês.